# Paralobaspis picta
Paralobaspis picta är en insektsart som beskrevs av Giglio-tos 1898. Paralobaspis picta ingår i släktet Paralobaspis och familjen vårtbitare. Inga underarter finns listade i Catalogue of Life.